# Euchalcidiella
Euchalcidiella is een geslacht van vliesvleugeligen uit de familie bronswespen (Chalcididae). De wetenschappelijke naam van dit geslacht is voor het eerst geldig gepubliceerd in 1929 door Masi.

## Soorten
Het geslacht Euchalcidiella is monotypisch en omvat slechts de volgende soort:
- Euchalcidiella bardiensis Masi, 1929